# Lexus LF-Z Electrified
Lexus LF-Z Electrified – elektryczny samochód koncepcyjny o nadwoziu typu SUV marki Lexus. Auto zadebiutowało w marcu 2021 roku. Jego twórcy określają model jako "wizję nowej epoki samochodów Lexusa".
Samochód jest wyposażony w napęd o mocy maksymalnej wynoszącej 400 kW, który czerpie energię z akumulatora litowo-jonowego o pojemności 90 kWh. Moment obrotowy trafia do wszystkich kół za pośrednictwem napędu Direct4. Lexus deklaruje przyspieszenie do 100 km/h w 3 s i maksymalny zasięg 600 km. Samochód wyposażono w elektroniczny układ kierowniczy, w którym kierownica nie jest mechanicznie połączona z układem jezdnym.   